# 市原市立京葉小学校
市原市立京葉小学校（いちはらしりつ けいようしょうがっこう）は、千葉県市原市五井西にある公立小学校。文部科学省の学校コードはB112210004404、旧学校調査番号は121058。

## 概要
市原市北西部の五井地区に位置する。工業地域と五井市街の中間部の人口が多い地域にある。

## 沿革

### 概歴
1874年（明治7年）、玉前小学校として開校し、1883年（明治16年）に岩崎小学校に改称、同時に岩崎に移転した。1886年（明治19年）には小学校令公布により岩崎尋常小学校に改称。1941年（昭和16年）に国民学校令施行により岩崎国民学校に改称。1947年（昭和22年）に学校教育法施行により五井町立岩崎小学校となった。1963年（昭和38年）には市原市の市制施行により市原市立岩崎小学校となり、1967年（昭和42年）に、新校舎完成と同時に現校名となる市原市立京葉小学校に改称した。当時は岩崎・玉前・出津を校区とし、生徒数は10学級315名だった。1993年（平成5年）に千葉県教育功労賞団体賞を受賞している。

### 年表
- 1874年（明治7年） - 玉前小学校開校[3]。
- 1883年（明治16年） - 岩崎小学校に改称[3]。
- 1886年（明治19年）4月10日 - 岩崎尋常小学校に改称[3]。
- 1890年（明治23年）7月 - 五井尋常小学校岩崎分校となる[3]。
- 1892年（明治25年）7月 - 五井尋常小学校から独立して岩崎尋常小学校となる[3]。
- 1941年（昭和16年）4月1日 - 岩崎国民学校に改称[3]。
- 1947年（昭和22年）4月1日 - 五井町立岩崎小学校に改称[3]。
- 1963年（昭和38年）5月1日 - 市原市立岩崎小学校に改称[3]。
- 1967年（昭和42年）1月1日 - 市原市立京葉小学校に改称[3]。

## 施設

### 敷地
敷地の詳細は以下の通りである。
- 所在地：〒290-0038　千葉県市原市五井西3丁目9番地2
- 所有者：市原市
- 敷地面積：24,717
- 用途地域：第一種低層住居専用地域
- 指定建蔽率：50%
- 指定容積率：100%
- 取得価格：897,770,000円

### 建物
敷地内にある建物は以下の通りである。
| 棟番号 | 棟名称          | 構造 | 階数        | 延床面積   | 建築年 | 耐震情報 |
| ------ | --------------- | ---- | ----------- | ---------- | ------ | -------- |
| 001    | 校舎-1          | RC造 | 地上2階建て | 1,587.00m2 | 1967年 | IS値0.75 |
| 002    | 校舎-2          | RC造 | 地上2階建て | 1,225.00m2 | 1975年 | IS値0.85 |
| 003    | 体育館          | RC造 | 地上1階建て | 965.28m2   | 2011年 | 新耐震   |
| 004    | 校舎-3          | RC造 | 地上1階建て | 803.00m2   | 1998年 | 新耐震   |
| 005    | 給食室・校舎ー1 | RC造 | 地上1階建て | 113.00m2   | 1967年 |          |
| 006    | 便所・校舎ー1   | RC造 | 地上2階建て | 96.00m2    | 1979年 | IS値1.43 |
| 007    | 校舎・園舎      | S造  | 地上1階建て | 40.46m2    | 2011年 | -        |
| 008    | 便所・校舎ー1   | RC造 | 地上1階建て | 30.00m2    | 1987年 | 新耐震   |
| 009    | 倉庫・物置      | S造  | 地上1階建て | 28.00m2    | 1995年 | -        |
| 010    | 校舎・園舎      | S造  | 地上1階建て | 27.37m2    | 2011年 | -        |
| 011    | 倉庫・物置      | 木造 | 地上1階建て | 26.00m2    | 1987年 | -        |
| 012    | 倉庫・物置      | 木造 | 地上1階建て | 26.00m2    | 1969年 | -        |
| 013    | 倉庫・物置      | 木造 | 地上1階建て | 26.00m2    | 1967年 | -        |
| 014    | 倉庫・物置      | S造  | 地上1階建て | 16.00m2    | 2007年 | -        |
| 015    | 倉庫・物置      | 木造 | 地上1階建て | 14.00m2    | 1969年 | -        |

## 通学区域
以下の町丁字とその範囲を通学区域として指定している。
- 五井南海岸
- 岩崎（住居表示未施行区域）
- 岩崎1 - 2丁目
- 岩崎西1丁目
- 玉前
- 玉前西1 - 3丁目
- 出津西1丁目
- 出津の一部
- 五井の一部
- 五井西1 - 7丁目

## 通学区域内施設
通学区域内の主な施設は以下の通りである。
- 市原緑地運動公園
- 市原市立五井中学校
- 玉前公園

## 中学校区
- 市原市立五井中学校

## 隣接小学校区
- 市原市立五井小学校
- 市原市立若葉小学校
- 市原市立東海小学校
- 市原市立千種小学校